# Die Umwege des schönen Karl
Pour plus de détails, voir Fiche technique et Distribution.
Die Umwege des schönen Karl (en français, Les Mésaventures du joli Karl[réf. nécessaire]) est un film allemand réalisé par Carl Froelich sorti en 1938.
Il s'agit d'une adaptation du roman de Paul Enderling.

## Synopsis
Karl Kramer est un serveur dans un hôtel balnéaire sur la mer Baltique. Mais il a d'autres plans en tête. Avant d'épouser Grete Wernicke, la fille du directeur de l'hôtel, il veut gagner assez d'argent. L'hiver, il travaille dans un bar à vins réputé de Berlin et parvient par la connaissance de la fille d'un riche membre du Reichstag et diverses circonstances heureuses à côtoyer l'élite de la capitale, où il se montre un vrai play-boy. Il en vient presque à oublier Grete. Après beaucoup de péripéties, il revient vers elle.

## Fiche technique
- Titre original et français : Die Umwege des schönen Karl[1]
- Réalisation : Carl Froelich assisté de Harald Braun et Rolf Hansen
- Scénario : Harald Braun, Jacob Geis, Philipp Lothar Mayring
- Musique : Hansom Milde-Meißner (de)
- Direction artistique : Franz Schroedter (de)
- Costumes : Ilse Fehling
- Photographie : Reimar Kuntze
- Son : Hans Ruetten
- Montage : Gustav Lohse
- Production : Carl Froelich
- Sociétés de production : Tonfilmstudio Carl Froelich
- Société de distribution : Tobis-Filmverleih
- Pays d'origine :  Reich allemand
- Langue : allemand
- Format : Noir et blanc - 1,37:1 - Mono - 35 mm
- Genre : Comédie
- Durée : 101 minutes
- Dates de sortie :
  - Troisième Reich : 31 janvier 1938.
  - Finlande : 14 août 1938.
  - France : 1er septembre 1939[1].

## Distribution
- Heinz Rühmann : Karl Kramer
- Karin Hardt : Grete Wernicke
- Albert Florath : Le père de Grete
- Claire Reigbert : La mère de Grete
- Sybille Schmitz : Lu Donon
- Ernst Legal : Le vieil Albert
- Paul Westermeier : Otto Hübner
- Leo Peukert : Heinz Balzer
- Margarete Kupfer : Tante Knifke
- Paul Bildt : Roderich Donon
- Werner Finck : Le journaliste
- Karl Günther : Hoinken, le propriétaire de l'équipe
- Kurt Seifert : Wenzel
- Hugo Froelich : Neddebom, le représentant en spiritueux
- Hansi Arnstaedt : La baronne
- Carl Heinz Carrell: Le juge Siebenhütter

## Article annexe
- Liste des longs métrages allemands créés sous le nazisme

## Source de la traduction
- (de) Cet article est partiellement ou en totalité issu de l’article de Wikipédia en allemand intitulé « Die Umwege des schönen Karl » (voir la liste des auteurs).